# Hans-Joachim Nimtz
Hans-Joachim Nimtz (* 10. Oktober 1928 in Konstanz; † 12. November 2010 in Kronach) war ein deutscher Historiker und Journalist.

## Leben und Wirken
Nach dem Abitur 1948 in Heidelberg studierte Nimtz an der dortigen Ruprecht-Karls-Universität Alte und Neue Geschichte sowie Latein und an der Universität Oxford Geschichte und Political Science. 1954 wurde er mit der Dissertation Römische Innenpolitik vom Beginn des Konflikts zwischen Cäsar und Pompejus bis zur Schlacht von Mutina promoviert und war anschließend als Journalist und Volontär tätig.
Ab 1959 war er Korrespondent für deutsche und deutschsprachige ausländische Zeitungen sowie für den Hessischen Rundfunk. Anschließend ging er als Korrespondent der Frankfurter Neuen Presse nach London. 1980 wurde er Chefredakteur dieser Zeitung, 1986 Leiter der Presseabteilung der Degussa und ab 1991 freier Publizist.

## Ehrungen
- Bundesverdienstkreuz am Bande (2. Juli 1979)[2]
- Verdienstorden des Großherzogtums Luxemburg, Ritter

## Schriften
- Römische Innenpolitik vom Beginn des Konflikts zwischen Cäsar und Pompeius bis zur Schlacht von Mutina. Heidelberg, Universität, Dissertation 1954.
- Deutsche Parteien. Oliver & Boyd, Edinburgh 1971, ISBN 0-05-002091-9
- MTK 1911–1986. Menschen und Mächte, Geschichte und Geschichten zwischen Main und Taunus. Deutscher Sparkassenverlag, Stuttgart 1986, ISBN 3-09-303950-9
- Die Kette der Kausalitäten. Der Weg zur Wiedervereinigung. Fouqué-Literaturverlag, Egelsbach [u. a.] 2000, ISBN 3-8267-4573-6